# RNA-wereld
De RNA-wereld is een hypothetisch stadium in het ontstaan van het leven. In de RNA-wereld bestond nog geen DNA maar vervulde RNA de dubbele functie van drager van erfelijke informatie en enzym voor de productie van meer RNA. De RNA-wereld is een voorbeeld van een "genetica eerst"-hypothese. Volgens deze hypothese gebruikten de voorlopers van levende organismen RNA voor zowel enzymatische processen als voor de opslag van erfelijke informatie. Nadat Thomas Cech en Sidney Altman ontdekten dat bepaalde RNA-moleculen als enzym kunnen optreden gebruikte de Nobelprijswinnaar Walter Gilbert de term RNA-wereld voor het eerst in 1986.

## Achtergrond
Vanuit de biochemie is er, als het gaat om het ontstaan van leven, sprake van een soort kip-en-ei-probleem: Wat was er eerder, DNA of eiwitten? DNA zorgt voor de opslag van erfelijke informatie en is daarom onmisbaar voor de voortplanting van het leven. Eiwitten zorgen voor enzymatische omzettingen en zijn daarom onmisbaar voor de instandhouding van het leven. 
Eiwitten kunnen niet nieuw gesynthetiseerd worden zonder DNA, de primaire structuur van eiwitten staat immers in het DNA gecodeerd. Bovendien kan de informatie van eiwitten niet gekopieerd worden zoals bij DNA, zodat ze niet kunnen functioneren als drager van erfelijke informatie. Primitieve levensvormen die enkel gebaseerd zijn op eiwitten zijn daarom onwaarschijnlijk. 
Echter, DNA kan niet functioneren zonder eiwitten: eiwitten spelen een centrale rol in de structuur (chromatine), de replicatie en de transcriptie van het DNA. Bovendien kan DNA nauwelijks enzymatische functies uitoefenen. Daarom is het evenzeer onwaarschijnlijk dat DNA de oorspronkelijke basis is geweest van primitieve levensvormen.
Een derde mogelijkheid is dat DNA en eiwitten gelijktijdig samen een organisme vormden. Ook dit is zeer onwaarschijnlijk, onder meer vanwege de grote complexiteit van de interacties tussen DNA en eiwitten.
De ontdekking dat RNA niet alleen erfelijke informatie kan opslaan, maar ook enzymatische activiteiten kan hebben, leidde tot de hypothese dat RNA de oorspronkelijke basis was van de eerste levensvormen. 

## Bewijs

### Ribozymen
Het belangrijkste bewijs voor een RNA-wereld is het bestaan van zogenaamde ribozymen: RNA-moleculen met enzymatische activiteit. Voor de ontdekking van de eerste ribozymen werd in 1989 een Nobelprijs uitgereikt aan Thomas Cech en Sidney Altman. Thomas Cech ontdekte 'self-splicing' in een RNA-molecuul in het organisme Tetrahymena. Self-splicing houdt in dat een RNA-molecuul in staat is een intron uit zijn eigen sequentie te verwijderen. Sidney Altman ontdekte ribozymatische activiteit in het RNase P-complex, dat als functie heeft een precursor-sequentie uit een tRNA-molecuul weg te knippen. Het RNase P-complex bestaat uit een eiwitketen en een RNA-molecuul. In vitro kan het RNA-molecuul zelfstandig optreden als ribozym, in vivo is echter de eiwitketen vereist.

### Het ribosoom als ribozym
Het ribosoom, dat de eiwitsynthese verzorgt, is een zeer complexe structuur die bestaat uit diverse RNA- en eiwitmoleculen. In 2002 werd een gedetailleerde structuur van het ribosoom gepubliceerd. Aan de hand van deze structuur ontdekten onderzoekers, dat het ribosomaal RNA een katalytische rol vervult. Met andere woorden, het ribosoom is een ribozym. Deze ontdekking gaf een impuls aan de populariteit van de 'RNA-wereld'.

### Het SELEX-experiment
In het SELEX-experiment wordt een groot aantal verschillende RNA-moleculen door een kolom gespoeld. De kolom bevat een ligand naar keuze. De RNA-moleculen met de grootste affiniteit voor het ligand blijven op de kolom, de overige moleculen spoelen erdoor. De geselecteerde RNA-moleculen kunnen worden  vermenigvuldigd met behulp van de PCR-techniek. Het experiment kan vervolgens meerdere keren worden herhaald met de vermenigvuldigde RNA-moleculen, zodat uiteindelijk een RNA-molecuul met zeer specifieke eigenschappen overblijft.
Met behulp van het SELEX-experiment zijn diverse RNA-moleculen gevonden met allerlei bijzondere eigenschappen. Sommige van deze RNA-moleculen zijn bijvoorbeeld ribozymen.
Het SELEX-experiment dient tevens als model voor een soort natuurlijke selectie van RNA-moleculen.

## Kritiek
Hoewel de hypothese van een RNA-wereld populair is, is er ook veel kritiek. Kritiekpunten zijn onder meer:
- Het ontstaan van de nucleotiden waaruit RNA is opgebouwd. Cytosine wordt snel weer afgebroken, vele andere nucleotiden die niet in het 'moderne' RNA terug te vinden zijn zullen wel spontaan zijn ontstaan.
- Polymerisatie van de nucleotiden tot RNA-strengen. In RNA zijn alleen de zogenaamde 3'-5' verbindingen tussen de OH-groepen van de verschillende nucleotiden aanwezig. Het spontane ontstaan van 5'-5' en 2'-5' verbindingen gaat veel gemakkelijker.
- Stabiliteit van het RNA. Een RNA-molecuul kan hooguit enkele dagen overleven.
- Overgang van de RNA-wereld naar een DNA/eiwit-wereld. Het is niet bekend hoe dit in zijn werk kan zijn gegaan.